# Sharon Robinson
Sharon Robinson és una cantautora dels Estats Units, productora i vocalista. Coneguda per les seves col·laboracions amb el cantautor canadenc Leonard Cohen i per haver compost múltiples cançons per a diversos cantants com Aaron Neville, Diana Ross, Don Henley, Randy Crawford entre d'altres.
Va començar la seva carrera acompanyant Cohen en les gires de 1979 i 1980, quan van escriure conjuntament Everybody Knows i Waiting for the Miracle, enregistrades el 1988 i 1992 respectivament. El 2001 van escriure conjuntament, produir i enregistrar l'àlbum Ten New Songs i col·laborar en tres temes de l'àlbum Dear Heather.
El 1985 va guanyar el Grammy per la peça New Attitude, que forma part de la banda sonora Beverly Hills Cop enregistrada per Patti LaBelle.
El 2005 la peça The Hight Road, interpretada per Bettye LaVette, per al seu àlbum I've Got My Own Hell to Raise, que va arribar al 59 de l'Amazon. El darrer treball de Robinson recull temes fets per a Chris Botti.